# Ткачёв, Фёдор Дмитриевич
Фёдор Дмитриевич Ткачёв (27 февраля 1911, Вышелей, Пензенская губерния — 1994, Москва) — советский учёный в области авиации и космоса, конструктор парашютных систем.

## Биография
Родился в 1911 году в селе Вышелей.
С 1933 года работал в промышленности. В 1933—1976 годах — инженер-конструктор парашютной техники, главный инженер треста парашютной промышленности Наркомата лёгкой промышленности СССР.
В 1955 году Ткачёв был назначен директором Научно-исследовательского института парашютно-десантной службы (НИЭИ ПДС), которым руководил до 1968 года.
В советской космической программе Ткачёв руководил созданием парашютной системы приземления космонавта ПСПК-1 космического корабля «Восток-1» и входил в состав созданного С. П. Королёвым Совета главных конструкторов
Доктор технических наук (1964).
Фёдор Дмитриевич Ткачёв жил в Москве, он умер в 1994 году.

## Награды и звания
- Два ордена Ленина (20.07.1940 — за «перевыполнение плана 1939 года, успешную работу и проявленную инициативу в деле выполнения специальных заказов Правительства» в должности начальника производственно-технического отдела завода № 1 НКЛИ СССР и 1961)
- Орден Отечественной войны II степени
- Орден Трудового Красного знамени (дважды, 1942 и 1956)
- Медаль «За оборону Москвы»[1]
- Сталинская премия за выдающиеся изобретения и коренные усовершенствования методов производственной работы (1952)
- Ленинская премия (1962)[2]